# Valérie Déom
Valérie Déom (Namen, 27 juni 1967) is een Belgische politica voor de PS. 

## Levensloop
Ze studeerde in 1991 af als licentiaat in de rechten aan de Université libre de Bruxelles. Na een aanvullende studie in Montpellier en een korte tijd actief aan de balie, belandde ze in het kabinet van Guy Spitaels.  Van 1994 tot 1995 werkte ze als juridisch adviseur voor Philippe Mahoux, toenmalig onderwijsminister van de Franse Gemeenschap.  
Gelijktijdig was ze actief als wetenschappelijk medewerkster aan de ULB en werd ze in 1995 juriste voor het ministerie van de Franse Gemeenschap van België.  Valérie Déom is de kleindochter van de Waalse syndicale leider Jean Chenoy.
In 2003 werd ze voor de PS verkozen tot lid van de Kamer van volksvertegenwoordigers en bleef dit tot in 2007. Van 2008 tot 2013 zetelde ze opnieuw in de Kamer. Van 2006 tot 2013 was ze eveneens gemeenteraadslid van Namen.
In 2013 verliet Déom de actieve politiek om directrice te worden bij de Solidaris-afdeling van de provincie Namen.